# باستان‌شناسی ری

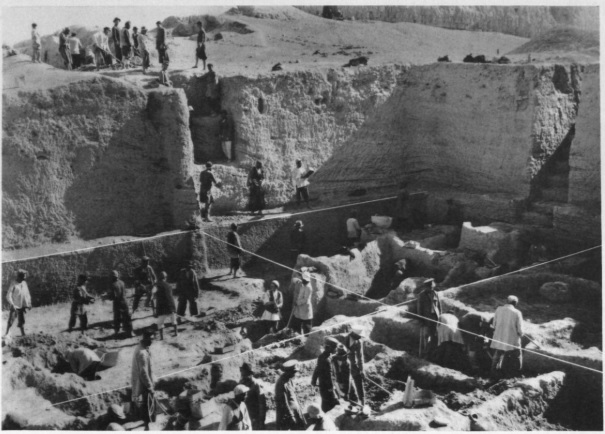
کاوشگران و گروه باستان شناختی در تپه چشمه‌علی - ۱۹۳۶ میلادی - ۱۳۱۵ خورشیدی

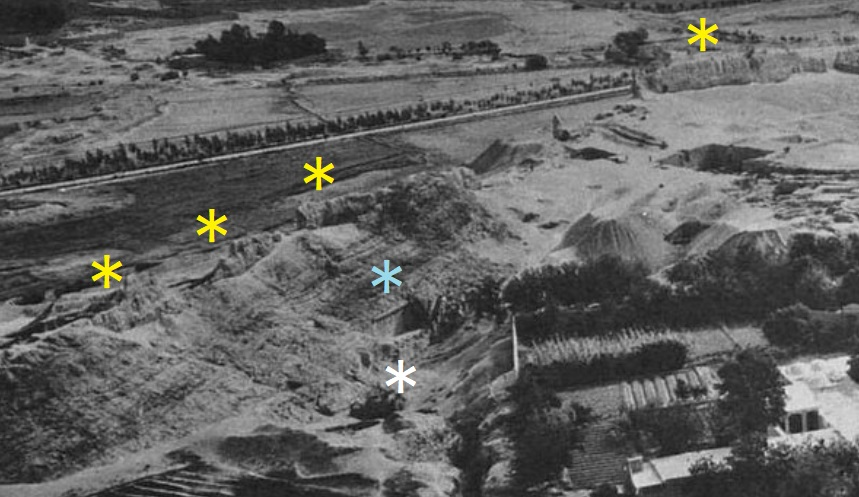
عکس هوایی بخشی از سرزمین ری در محدوده چشمه‌علی و اطراف آن. کشیدگی باروی ری در عکس هوایی باستان‌شناس اریش فریدریش اشمیت. علامت‌های ستاره به رنگ زرد دیوارهای باقی مانده مخروبه از باروی ری می‌باشد. ستاره زرد رنگ سمت چپ و پایین محل ساختن دیوار بازسازی شده است که در عکس‌های مدرن موجود است. چشمه‌علی (ستاره سفید) و سنگ‌نگاره فتحعلی‌شاه (ستاره آبی) در عکس مشخص شده است. ۱۳۱۵ خورشیدی

ری، شهر باستانی نزدیک تهران امروزی، از قرن نوزدهم توسط جهانگردان و باستان‌شناسان غربی مورد مطالعه قرار گرفت. گزارش‌های اولیه توسط افرادی مانند جیمز موریه و ویلیام اوزلی بیشتر جنبهٔ تفریحی و غیرعلمی داشتند. اولین نقشه‌های باستان‌شناسی توسط رابرت کر پورتر (۱۸۲۱–۱۸۲۲) ترسیم شد و بعدها توسط پاسکال کوست (۱۸۴۰) اصلاح گردید. کاوش‌های غیرعلمی در اواخر قرن نوزدهم و اوایل قرن بیستم منجر به غارت آثار شد، و بسیاری از اشیاء به موزه‌هایی مانند لوور انتقال یافتند. اریش اف. اشمیت اولین کاوش‌های سیستماتیک را بین سال‌های ۱۹۳۴ تا ۱۹۳۶ انجام داد و لایه‌های مختلفی از دوره‌های نوسنگی، اشکانی، ساسانی و اسلامی را کشف کرد. از جمله محوطه‌های مهم، چشمه علی (دوره‌های نوسنگی تا اشکانی) و تپه میل (آتشکدهٔ ساسانی) بودند. دورهٔ اشکانی با دیوارهای خشتی و سفال‌های خاکستری مشخص می‌شود، در حالی که دورهٔ ساسانی با تزئینات گچ‌بری و معابد زرتشتی شناخته می‌گردد. ری در دورهٔ اسلامی به عنوان یک شهر مهم شکوفا شد. مساجد دورهٔ عباسی، مدارس سلجوقی و استحکامات گسترده نشان‌دهندهٔ رونق این شهر است. توسعهٔ شهر در قرن هشتم میلادی توسط خلیفه مهدی عباسی و ایجاد محمدیه، بخش‌های قدیمی‌تر را دربرگرفت. ری در دوران آل بویه و سلجوقیان به اوج خود رسید، اما پس از حمله مغول‌ها در قرن سیزدهم ویران شد. پس از آن، مرکزیت منطقه به ورامین و سپس تهران منتقل شد. اگرچه کارهای اشمیت پایه‌ای بود، اما لایه‌های اسلامی کمتر مورد توجه قرار گرفتند. مطالعات بعدی نشان داد که ری یک مرکز فرهنگی و شهری پیوسته و مهم در طول تاریخ بوده است.

## حفاری‌های غیرعلمی
در اواخر قرن نوزدهم و اوایل قرن بیستم، محوطه باستانی ری به‌صورت غیرعلمی توسط باستان‌شناسان غربی و سودجویان محلی، عمدتاً با هدف یافتن اشیای قیمتی و دفینه‌ها حفاری شد و بخش بزرگی از یافته‌ها به مجموعه‌داران در بازار سیاه فروخته شد. امروزه، چندین موزه برخی از نمونه‌های به‌دست‌آمده از منطقه ری را که مربوط به این موج عتیقه‌جویی هستند، در اختیار دارند.
برای مثال، در موزه لوور، مجموعه‌ای از قطعات سفالی متعلق به مجموعه چارلز کیفر (Charles Kiefer collection) و شیئی متعلق به حفاری ویگنیه (Vignier) در سال ۱۹۲۱، به شماره OA 7474 وجود دارد.

## نخستین گزارش‌ها
نخستین گزارش‌های غربی دربارهٔ سرزمین ری توسط سفرنامه‌نویسان بریتانیایی مانند سر جیمز موریه و سر ویلیام اوزلی نوشته شد که در فاصله دهه‌های ۱۸۱۰ تا ۱۸۳۰ از ری بازدید کردند. توصیفات آنها از شهر بر پایه رویکردی باستان‌شناسانه نبود، این گزارش‌ها لحنی آمیخته با حس نوستالژی داشتند و شکوه گذشته ری را یادآور می‌شدند.

## نخستین نقشه‌برداری

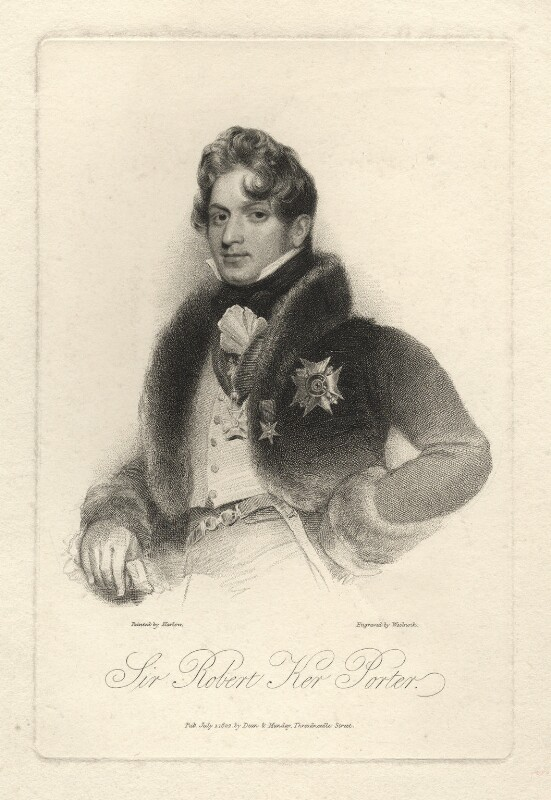
رابرت کر پورتر نخستین نقشه از ری قدیم را ترسیم کرد

تنها در نیمه نخست قرن نوزدهم بود که سرزمین ری موضوع مطالعه‌ای جامع‌تر قرار گرفت. رابرت کر پورتر (۱۷۷۷–۱۸۴۲) نخستین نقشه از ری قدیم را ترسیم کرد که در آن شهر با دیواری مستحکم محصور شده بود. این نقشه با وجود دقیق نبودن، تا به امروز تنها نقشه‌ای است که در تمامی نشریات مورد استفاده قرار گرفته است. جهت‌یابی نقشه اشتباه است و منبع اصلی آب، یعنی چشمه علی به‌درستی شناسایی نشده است. چند سال بعد، در سال ۱۸۴۰، مسافر دیگری به نام پاسکال کوست، معمار فرانسوی، از ری بازدید کرد. پاسکال کوست نقشه‌ای دقیق‌تر از شهر قدیم ری ترسیم کرد. علاوه بر این، او نماهایی از محوطه نیز طراحی نمود. از کوه بی‌بی شهربانو چند متری به سمت شرق در این نقشه، تمامی منابع آبی مختلف مشخص شده‌اند و جهت‌یابی آن با موقعیت واقعی شهر منطبق است. او بخش‌های گوناگون شهر را شناسایی کرد و سه دیوار دفاعی متفاوت را که به دوره‌های مختلف تاریخی شهر تعلق دارند، نشان داد.

## گزارش‌های جُرج کرزن و ای.وی. وِی. جکسن

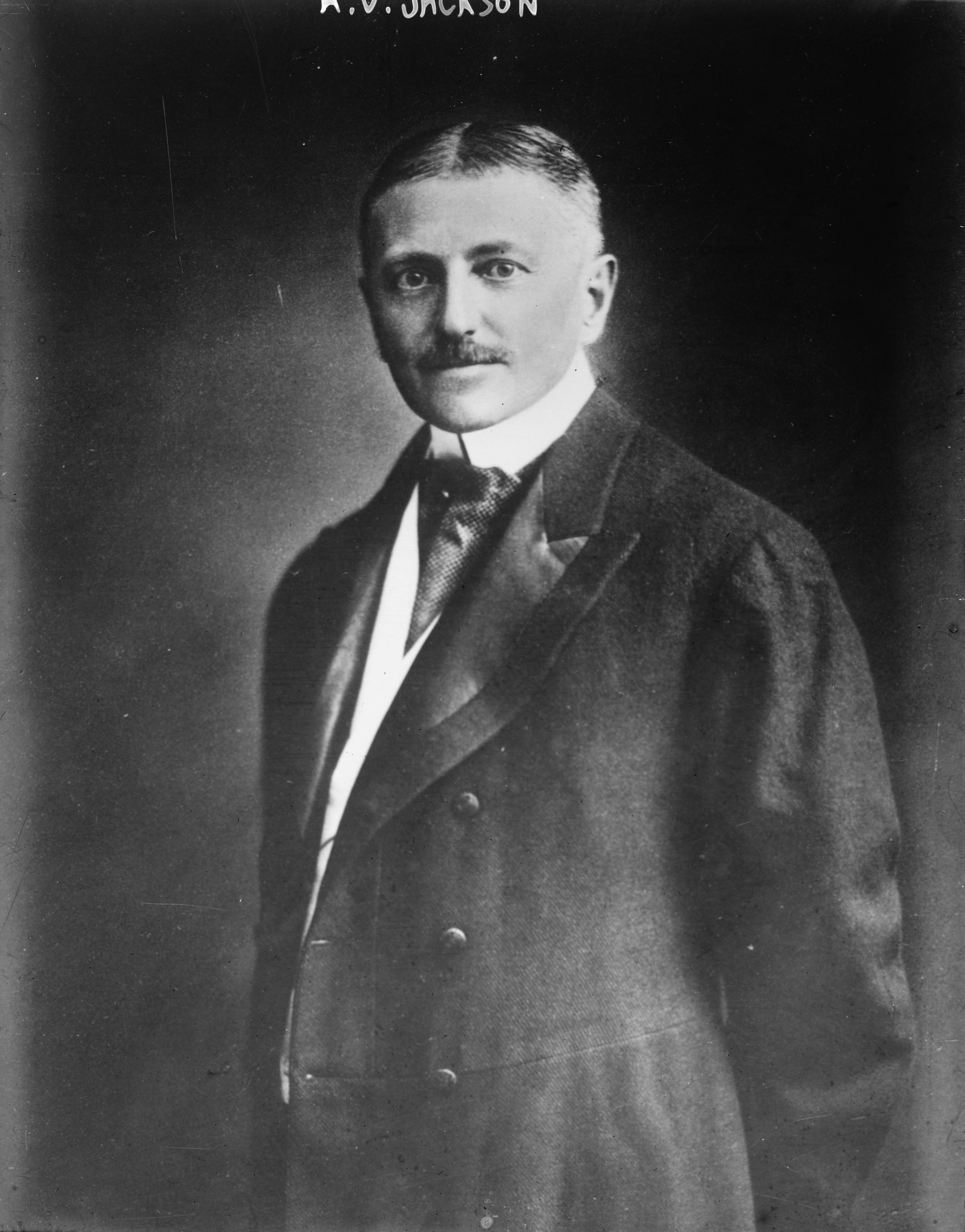
آبراهام والنتاین ویلیامز جکسون، یکی از نخستین کسانی که به وضعیت ناپایدار محوطه در آن زمان اشاره کرد.

جُرج ناتانیل کِرزِن، پس از سفر خود به ایران (که گزارش آن در سال ۱۸۹۲ منتشر شد) در پایان قرن نوزدهم نوشت:
«من از هیچ حفاری علمی یا نظام‌مندی در تپه‌های ری آگاه نیستم و انجام چنین کاری را یکی از وظایفی می‌دانم که باید به باستان‌شناسان توصیه کرد». کرزن در دهه پایانی قرن نوزدهم (سپتامبر ۱۸۸۹ تا ژانویه ۱۸۹۰) در ری حضور داشت و تردید او نسبت به انجام حفاری‌های علمی در این شهر به‌احتمال نشان می‌دهد که تا آن زمان هیچ کاوش باستان‌شناسی نظام‌مندی در ری انجام نشده بود.
چند سال بعد، آبراهام والنتاین ویلیامز جکسون (۱۸۶۲–۱۹۳۷)، یکی از نخستین کسانی که به وضعیت ناپایدار محوطه در آن زمان اشاره کرد، نوشت که «دزدان گنج در میان تپه‌های بیابانی آن به جست‌وجوی سکه و سفال مشغول‌اند و جویندگان آجر دیوارهای آن را برای مصالح ساختمانی به تهران می‌برند». متأسفانه این غارت وحشتناک هرگز متوقف نشده و حتی تا به امروز ادامه دارد.

## چارلز وینیه و آغاز حفاری‌های منظم
یکی از نخستین افرادی که به «حفاری‌های منظم» در ری اشاره کرد، باستان‌شناس باتجربه شارل وینیه بود. با این حال، حفاری او نیز با هدف یافتن اشیاء برای ارسال به بازارهای اروپا انجام می‌شد. اگرچه دقیقاً نمی‌دانیم که وینیه در کجا حفاری کرده است، اما می‌دانیم که تحقیقات خود را نه تنها بر روی شهر ری، بلکه بر نواحی وسیع‌تری از جمله کوه‌ها به سمت شمال متمرکز کرده بود. در آن زمان، شهر کوچک ری (امروزه شاه عبدالعظیم) به‌طور فشرده مسکونی نبود و کلان‌شهر تهران هنوز یک شهر کوچک در پای کوه‌های البرز به‌شمار می‌آمد.

## اریک اشمیت اولین تحقیق

اریش فردریش اشمیت و دستیارش در شهرری در حال کاوش، ۱۹۳۳

اولین تحقیق باستان‌شناسی واقعی در ری توسط باستان‌شناس آلمانی-آمریکایی اریش فریدریش اشمیت انجام شد، که حفاری را تحت حمایت موزه باستان‌شناسی و انسان‌شناسی دانشگاه پنسیلوانیا و موزه هنرهای زیبا بوستون بین سال‌های ۱۹۳۴ تا ۱۹۳۶ پیش برد. یکی از اهداف اصلی اشمیت مطالعه برش فرهنگی دوره‌های باستانی فلات ایران بود. ری به دلیل «موقعیت جغرافیایی کلیدی خود در تقاطع مسیرهای باستانی از شمال به جنوب و شرق به غرب، و اهمیت آن از دوران مادها تا نابودی نهایی توسط تیمور لنگ» انتخاب شد. اگرچه اشمیت علاقه کمتری به دوره‌های بعدی مانند دوره اسلامی داشت، اما زمانی را نیز به بررسی آن‌ها اختصاص داد.

## دوره نوسنگی

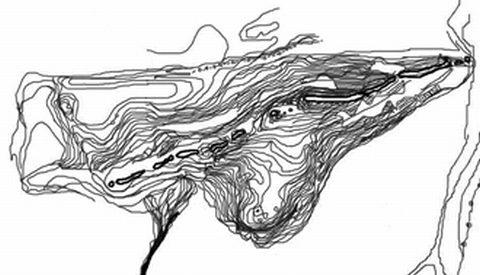
جزئیات نقشه توپوگرافی ویرایش‌شده چشمه‌علی در ری

در این منطقه وسیع باستان‌شناسی، دو تپه به‌طور واضح شناسایی شدند: چشمه علی و کوه سورسورا. (تصویر) فاصله بین این دو تپه حدود ۳۰۰ متر است. تپه چشمه علی که امروزه تقریباً کاملاً از بین رفته است، نخستین محلی بود که اشمیت در آن حفاری کرد. این مکان به دلیل منبع آبی که داشت (که در دوره‌ای بعد به‌عنوان یک زیارتگاه محلی مورد احترام قرار گرفت) و تپه‌اش از اهمیت بالایی برخوردار بود. در این نخستین حفاری او نتایج مهمی به‌دست‌آورد که به بازسازی نخستین سکونت‌های فلات ایران کمک کرد. لایه‌های باستانی‌تر اولین سکونت را که اشمیت آن را به دوره آناو I نسبت داده بود، نشان داد. با این حال، تحقیقات اخیر وایگت و دایسون (۱۹۹۲)، که همچنین توسط فاضلی (۲۰۰۱) تأیید شده است، اکنون افق سفالین چشمه علی را به حدود ۵۵۰۰–۵۲۰۰ پیش از میلاد تعریف می‌کنند، بنابراین این دوره پیش از آناو I قرار دارد. عمده‌ترین سفال‌های پیش از تاریخ که در چشمه علی در این دوره پیدا شد، سفال‌های خاکی-قرمز با نقوش سیاه رنگ بود. الگوهای تزئینی آن‌ها از هندسی (اغلب زیگزاگ) تا الگوهای زومورفیک متفاوت بود. این ظروف به‌صورت دست‌ساز تهیه شده بودند و جنس سفال‌ها از ظروف نازک به‌صورت «پوسته تخم‌مرغ» تا ظروف ذخیره ضخیم متغیر بود. در میان تکه‌های مختلف این دوره، همچنین یک کاسه یافت شد که نشان‌دهنده یک الگوی غیرمعمول از سرهای جداشده بز کوهی است. دوره‌های پی‌درپی سکونت در دوران پیشاتاریخ از حدود ۵۰۰۰ تا ۳۰۰۰ پیش از میلاد ادامه داشته‌اند. سفال‌ها رنگی قهوه‌ای-قرمز روشن دارند و الگوهای تزئینی اغلب شامل پیچ‌وخم‌های گل‌مانند یا پالمت‌ها با چندین شاخه است. ویژگی شاخص، کوزه‌ای با پایه‌ای بلند است که با رنگ قهوه‌ای تیره نقاشی شده و بدنه آن با نقش‌های هندسی و گیاهی تزئین شده است. این نوع با سفال‌های ابتدایی کشف‌شده در تپه‌حصار مطابقت دارد.

## نتایج حفاری در دژ ری و شواهد سکونت در دوران‌های مختلف

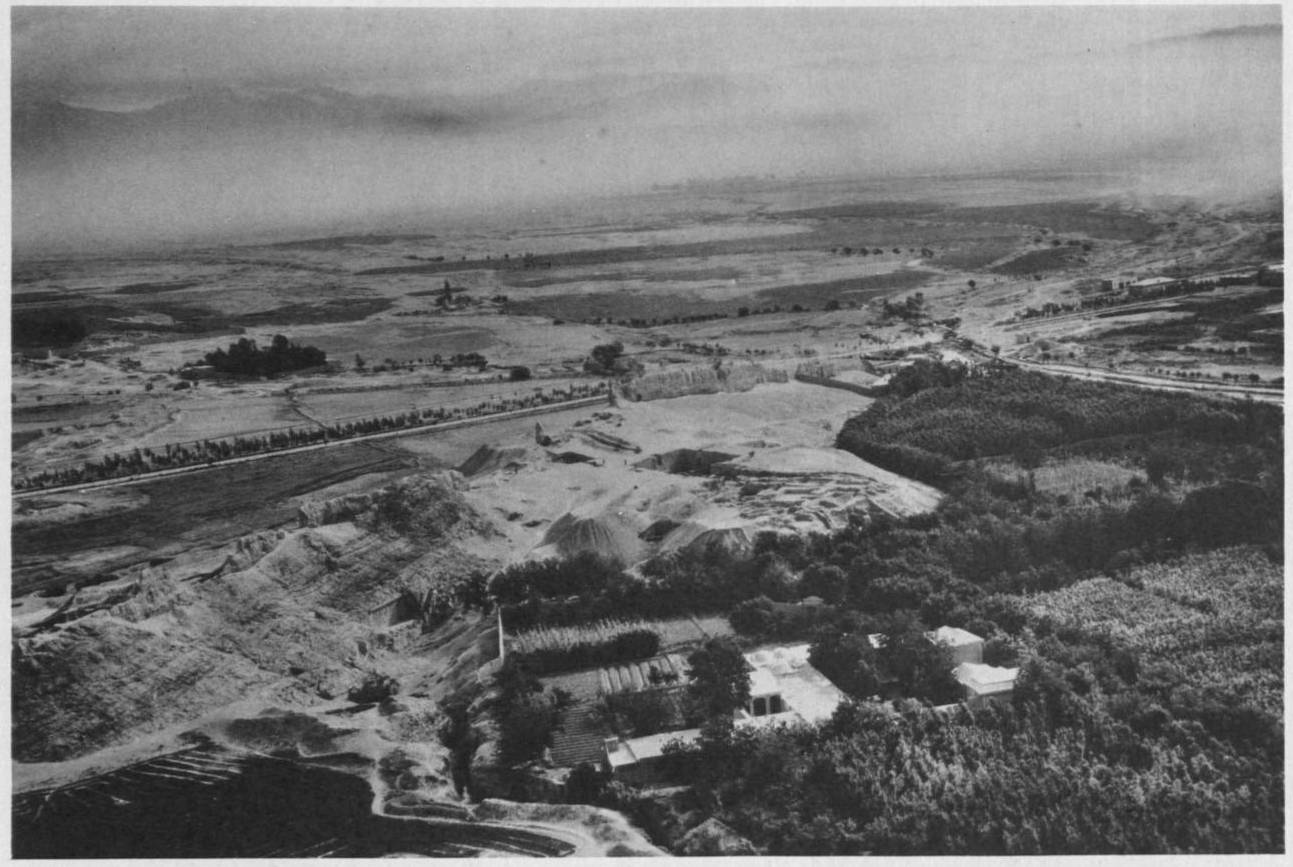
عکس هوایی بخشی از سرزمین ری که توسط باستان‌شناس اریش فریدریش اشمیت گرفته شده است. ۱۳۱۵ خورشیدی

حفاری در دژ ری نتایج جالبی را برای اشمیت به ارمغان آورد. در سال ۱۹۳۵ او حفاری‌ای به مساحت ۴۰۰ متر مربع در تراس جنوبی دژ آغاز کرد، در حالی که بخش شمالی آن قبلاً توسط کارخانه سیمان آسیب دیده بود. لایه‌های پایین‌تر شامل نوعی سفال خاکستری بودند که نشان‌دهنده سکونت در دوران آهن اولیه (حدود ۱۰۰۰ پیش از میلاد) بود. لایه‌های زیر این‌ها تعدادی تکه سفال نقاشی‌شده از حصار IB را نشان می‌دهند که به هزاره سوم پیش از میلاد تعلق دارند؛ بنابراین، تپه دژ پس از چشمه علی مسکونی بوده است.
حفاری‌های جدیدتر در سال ۲۰۰۷ در ری که در آن لایه ضخیمی از رسوبات آبرفتی (۲٫۶۰ متر) بدون هیچ‌گونه آثار انسانی پوشیده شده است، شامل خاک فشرده قرمز تیره و شن ریزه‌های ریز بود. در لایه‌های پایین‌تر این حفاری تعداد بسیار کمی از تکه‌های سفال خاکستری تیره یافت شد که برخی از آن‌ها با خطوط برش خورده و الگوهای تزئینی اعمال شده زینت داده شده بودند. در حالی که وضعیت فعلی پژوهش‌ها در مورد این لایه‌های پایین هنوز تمام نشده است، اما ممکن است این احتمال وجود داشته باشد که ناحیه درست زیر آن‌ها نیز در این زمان مسکونی بوده باشد، اگر دژ در دوران آهن اولیه دارای سکنه بوده باشد.

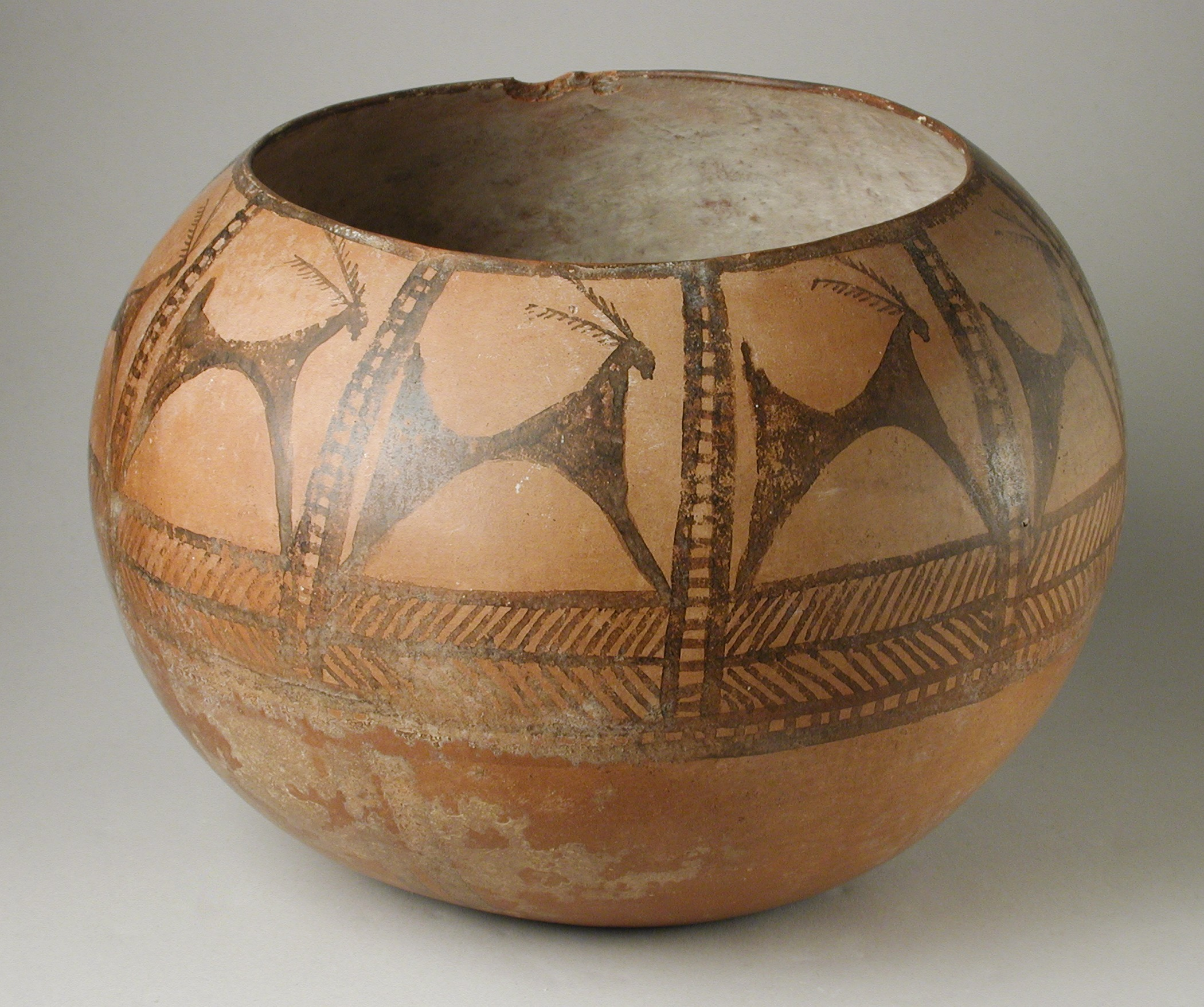
ظرف سفالی نقاشی‌شده پیشاتاریخی از چشمه علی، حدود ۵۰۰۰–۴۵۰۰ پیش از میلاد - موزه هنر لس‌آنجلس (LACMA)
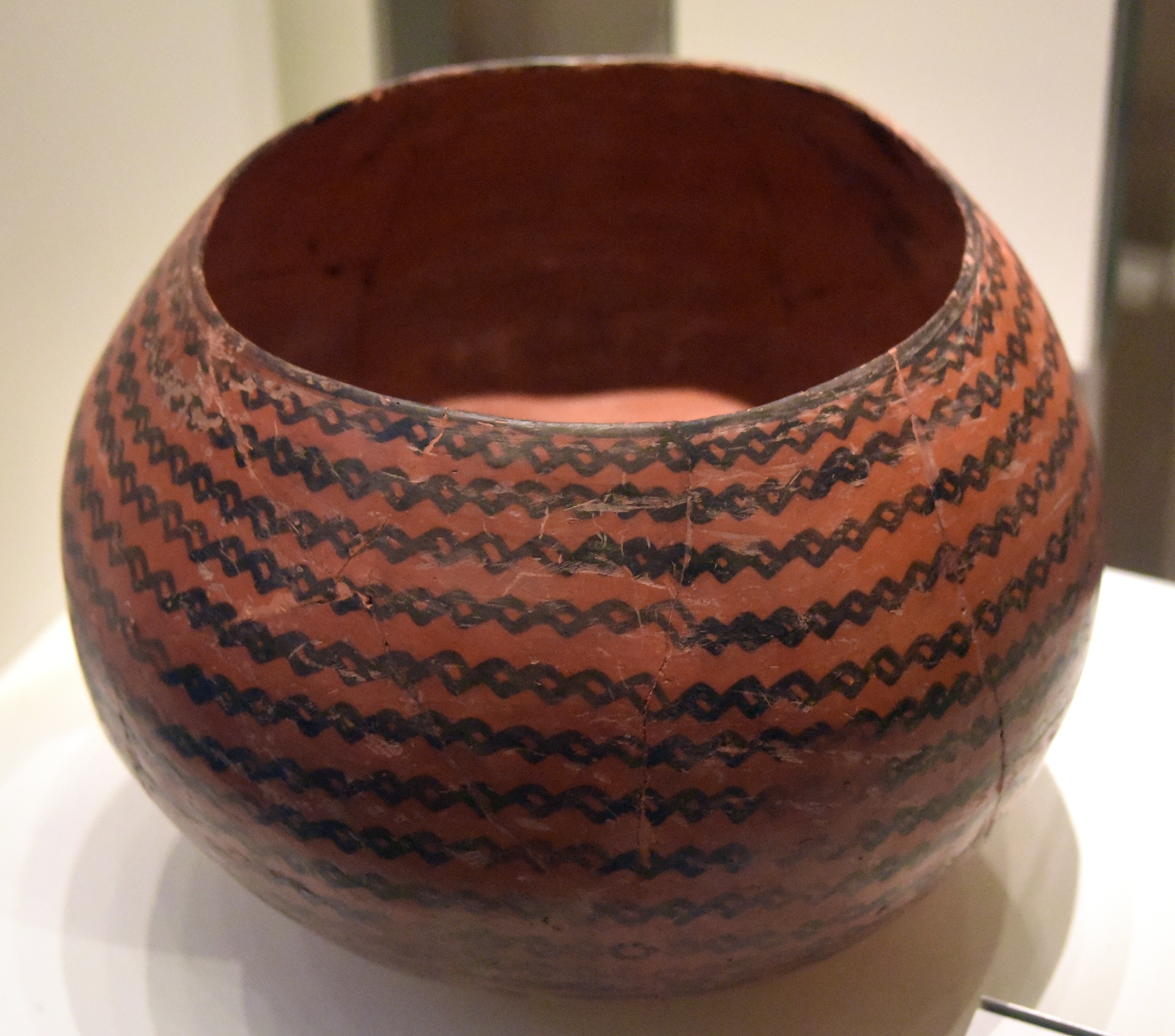
کاسه سفالی، کشف شده در چشمه‌علی، ۵۵۰۰–۴۵۰۰ پیش از میلاد

## دوره اشکانی در چشمه علی
لایه‌های بالاتر از نخستین سکونت نوسنگی، حضور یک سازه مهم از آجر خشتی را آشکار کرد. این بخش از یک مجموعه منحصر به فرد بود که اشمیت آن را معبد توصیف کرد و به سکه‌هایی که تاریخ‌گذاری شده‌ بودند و به دوره پارتی تعلق داشتند، دست یافت. بنابراین نشان‌دهنده یک فاصله سکونتی ۳۰۰۰ ساله است. این مجموعه معماری شامل یک حیاط مرکزی بود که توسط اتاق‌ها احاطه شده بود. در داخل این ساختمان، سکه‌هایی مربوط به مهرداد یکم (۱۷۱–۱۳۸ پیش از میلاد) و پاکور دوم (۷۸–۱۰۵ پیش از میلاد) پیدا شد. خارج از مجموعه، در همان سطح ساخت‌وساز، ۵۰۰ سکه مسی یافت شد که متعلق به مهرداد دوم (۱۲۳–۸۸ پیش از میلاد)، ارد یکم (۵۷–۳۷ پیش از میلاد)، فرهاد دوم و ونون یکم (۸–۱۲ میلادی) بود. همچنین تکه‌های سفال لعاب‌دار سبز مایل به آبی نیز یافت شد. کاسه‌های خاکستری مربوط به این منطقه امروز در موزه ملی ایران نگهداری می‌شوند. برخی از این کاسه‌ها که مکان عمودی آن‌ها با توجه به یادداشت‌های حفاری اشمیت مشخص شده است، به ساختمان اشکانی تعلق دارند، خاکستری روشن هستند، با بافتی بسیار ریز و به نوع سفال «کلینکی وار» تعلق دارند (که معادل سرامیک سونور در اصطلاح هارینک است،  که در حفاری‌های اخیر پیدا شده و به دوره اشکانی اولیه تعلق دارند.

## دژ ری و شواهد نخستین سکونت اشکانی
کاوش‌های انجام‌شده در مجموعهٔ شهرستان و دیوارهٔ حفاظتی سایت نشان داد که بنیان‌گذاری این بخش به اوایل شاهنشاهی اشکانی بازمی‌گردد. دیوارهٔ حفاظتی روی خط‌الراس صخره‌ای، حدود ۶ متر بالاتر از دشت، ساخته شده است. این دیوار در یک مرحله، اما به دو شیوهٔ متفاوت بنا شده: در بخش بیرونی (به ضخامت حدود ۱٫۵ متر در ارتفاع خط‌الراس صخره)، از خشت‌های گِلی به ابعاد ۴۵×۴۵×۱۵ سانتی‌متر استفاده شده و در سایر بخش‌ها (به ضخامت حدود ۴٫۵ متر در همان ارتفاع)، خشت‌ها ابعادی برابر با ۳۸×۳۸×۱۰/۱۲ سانتی‌متر داشته‌اند. این نوع ساخت‌وساز با استفاده از خشت‌هایی با ابعاد مشابه، در سایت بکتریه (بلخ؛ Balḵ)، به ویژه در دورهٔ Bactres IA، نیز مشاهده شده است.
دیوارهٔ حفاظتی شامل پنج برج است که دو برج شرقی‌تر به شکل مربع ساخته شده‌اند (که یکی از آن‌ها به دلیل مرمت‌های بعدی، اکنون ظاهری گرد یافته است). برج میانی که بعدها افزوده شده، به شکل گرد است، و دو برج دیگر به دلیل آسیب‌های شدید، قابل توصیف دقیق نیستند.
میان برج گرد و برج بعدی در سمت غرب، در جایی که ارتفاع خط‌الراس صخره تقریباً با ارتفاع دشت برابر است، یک ورودی (پورتال) به عرض حدود ۶ متر در پایه شناسایی شده است.
شکستگی‌های سفالی خاکستری‌رنگ با صدای خفیف (اصطلاحاً "clinky ware") که در حین کاوش در دیواره و نیز در پی‌های آن یافت شد ـ برخی از آن‌ها در میان خشت‌ها و ملات قرار داشتند ـ شواهدی از ساخت اولیه در دورهٔ اشکانی ارائه می‌دهند. افزون بر این، در لایه‌هایی بالاتر از کف گمانهٔ حفاری در شهرستان نیز تعداد زیادی از این سفال‌های خاکستری‌رنگ "clinky ware" مشاهده شد که تأییدی بر حضور و استقرار در دورهٔ اشکانی است.

## ارگ در دوران اشکانی
احتمالاً ارگ نیز شاهد یک دورهٔ مهم از اشغال در دوران اشکانی بوده است. کاوش‌های اخیر در بخش غربی ارگ، دیوارهٔ دفاعی آن را آشکار کرد که از خشت‌های گلی به ابعاد ۴۵×۴۵×۱۵ سانتی‌متر ساخته شده و توسط دژ کوچکی از سنگ‌های ریز در بخش غربی تپهٔ ارگ، که به دوران اسلامی تعلق دارد، پوشانده شده است.
باستان‌شناس ایرانی، قدیر آف‌روند، بخش‌هایی از این دیوارهٔ مهم را کشف کرد و نشان داد که ارگ نیز با دیواری مستحکم، که احتمالاً در دورهٔ اشکانی ساخته شده، محافظت می‌شده است. (۲۰۰۶ میلادی)
در جریان کاوش‌ها، چندین سکهٔ کوچک مفرغی اشکانی نیز به صورت اتفاقی بر روی پلکان خشتی که از دژ کوچک به بالای تپه می‌رفت، یافت شد.
لایه‌نگاری کاوش در ارگ به سطوح پیش از اسلام نرسید. با این حال، اشمیت در دههٔ ۱۹۳۰ در بخش شرقی تپه به پایهٔ آن رسید و نشان داد که لایه‌های اسلامی مستقیماً بر روی یک لایهٔ مهم از عصر آهن اولیه قرار گرفته‌اند.

## دوره ساسانی
در دوره ساسانی، تپه (چشمه علی) مسکونی نبود، اشمیت در یادداشت‌های حفاری خود در دهه ۱۹۳۰ نوشت. این باستان‌شناس سایت‌های دیگری در نزدیکی چشمه علی حفاری کرد و سکونتگاه‌های مهم ساسانی را پیدا کرد. مهم‌ترین سایت مربوط به این دوره در تپه میل قرار دارد، جایی که معبد آتش عظیمی در مرکز یک تپه کوچک دیگر قرار دارد. دو تپه کوچکتر در طرف شرقی معبد توسط اشمیت حفاری شد که دو اقامتگاه کوچک از همان دوره را به نمایش گذاشت که به‌طور متوالی مورد استفاده مجدد و مرمت قرار گرفته بودند. این دو اقامتگاه و به‌ویژه معبد آتش با گچبری‌های کنده‌کاری شده تزئین شده بودند که امروز هنوز داخل بنا و بخشی از آن‌ها در یک موزه کوچک نزدیک به آن نگهداری می‌شود. موتیف‌های گچبری متعلق به پانورامای سنتی تزئینات ساسانی است و شامل عناصر زومورفیک، هندسی و گیاهی است (مراجعه کنید به تامپسون). بعدها، تپه بزرگ معبد آتش توسط یک هیئت ایرانی به رهبری زرین‌تاج شیبانی حفاری شد.

## دیگر سکونت‌گاه‌ها
در نزدیکی معبد آتش، به سوی غرب و جنوب غرب، سکونت گاه‌های ساسانی دیگری قرار داشتند، مانند چال تلخان، عشق آباد و نظام آباد، که چند کیلومتر جنوب غربی تپه میل قرار دارند. این مکان‌ها نیز مواد گچبری مهمی به همراه داشتند که همواره با تم‌های ساسانی همخوانی دارند، اما به‌طور کافی مطالعه نشده‌اند. یک سایت ساسانی دیگر که اشمیت در آن یک ترنچ آزمایشی حفاری کرد، قلعه گبر بود، که چند متر جنوب دژ و شهر fortified (شهرستان) قرار دارد. در دوره اسلامی، این «قلعه» کوچک به دیوار شهر جدیدتر جذب شد و به دروازه تبدیل گردید (باب‌الصین، «دروازه به چین»).

## سفال‌های ساسانی
کاوش‌ها در شهرستان (Šahrestān) توالی جالبی از لایه‌ها را فراهم کرده است که شامل نمونه‌هایی از شکسته‌های سفالی ساسانی می‌باشد. لایه‌های بالای مراحل نخستین سکونت در شهرستان و لایه‌های زیر اولین سکونت اسلامی، که در آن‌ها لعاب‌های سفید کدر دورهٔ اسلامی به وضوح شناسایی شد، نوعی سفال با بافتی متفاوت از دورهٔ پیشین را به نمایش می‌گذارند. بافت این سفال‌ها دیگر خاکستری ریز نیست، بلکه از رنگ نارنجی تا نارنجی-زرد با دانه‌های روشن کوچک است. برخی از شکسته‌ها زردترند و شامل دانه‌های آتشفشانی هستند، و بافت آن‌ها کمی شکننده است.
کاوش در دیوارهٔ حفاظتی نشان داد که در این دوره، نمای خارجی دیوار مرمت شده است. یک سکه که به انتهای قرن پنجم (پیروز یا قباد اول؟) تعلق دارد، در پای دیوارهٔ مرمت‌شده پیدا شده است.
کاوش در نمای داخلی تعداد زیادی کوزه با تزیینات خطوط مایل چاپی روی بدنه را آشکار ساخت. همان نوع تزیینات، با همان بافت زرد-کرم و زرد-سبز، در مرو نیز پیدا شده و به دورهٔ ساسانی اولیه و میانه نسبت داده شده است. شکل کوزه کوچک از مرو همچنین در ری رایج بوده و به دورهٔ ساسانی اولیه و میانه تعلق دارد.

## فرضیه اشغال
ارگ احتمالاً در دورهٔ ساسانی نیز مسکونی بوده است، هرچند که هیچ اثری برای تأیید این موضوع وجود ندارد. در جریان کاوش داخل دژ کوچک در بخش غربی تپه، چند شکسته سفالی مشابه با توالی لایه‌شناسی مشاهده شد. طبری (صفحات ۲۶۵۴–۲۶۵۵) گزارش می‌دهد که فرمانده اسلامی، نعیم بن مقرن، برای سرکوب شورشی که توسط سیاوخش بن مهران بن بهرام چوبین (۶۴۲–۶۴۳ میلادی) سازماندهی شده بود، به ری اعزام شد. پس از سرکوب شورش، این فرمانده دستور داد تا ارگ قدیمی تخریب و بازسازی شود. منابع اسلامی دیگر از اشغال پیشین ساسانی در شهر مستحکم ری یاد می‌کنند. با این حال، هیچ گمانه‌زنی باستان‌شناسی تاکنون توالی ساسانی روشنی را برای تعیین چنین اشغالی در این مکان پیدا نکرده است. از طرفی، مطالعهٔ مواد حفظ‌شده در انبار موزه ملی ایران در تهران، همراه با منبع‌شناسی کلی از سایت، گروه‌های سرامیکی با نوع‌شناسی ساسانی را شناسایی کرده است که مشابه نمونه‌های یافت‌شده در تپه میل، چال ترخان و دیگر مکان‌های ساسانی است. این موضوع حضور قوی ساسانی در ری را تأیید می‌کند، نه تنها در داخل و اطراف معبد آتش، بلکه در تمام منطقهٔ باستان‌شناسی آن.

## دوره‌های اسلامی
دوره‌های اسلامی در ری نشان‌دهندهٔ مهم‌ترین و گسترده‌ترین اشغال در این سایت است و تنها در این دوره است که می‌توان یک نقشهٔ کامل از شهر را بازسازی کرد. در چشمه علی، پیش از اتصال لایه‌های اشکانی و نوسنگی، اشمیت یک لایهٔ عمیق (۲ متر) از دورهٔ اسلامی را کاوش کرد. در مقاله‌ای که در سال ۱۹۳۶ منتشر شد، اشمیت نوشت: «در چشمه علی از لایه‌های دورهٔ اسلامی خسته شده بودیم چرا که تنها مانع و کندکنندهٔ کاوش‌ها بودند». «چند شیء بسیار کم» که در این لایه‌های اسلامی پیدا شد، شامل تعداد زیادی دفن، مقبره‌های کوچک، چند قبر (که حاوی اسکلت‌های به‌دقت حفظ نشده بودند) و یک سنگ قبر از سنگ مرمر سفید با کتیبه‌های کوفی و مذهبی بود. لایه‌های اسلامی مربوط به اشغالات «اسلام میانه» (آل بویه/سلجوقی) و همچنین «اسلام اولیه» (اموی/عباسی) بودند. علاوه بر این، ۱۰۷ دینار سکه (تاریخ‌گذاری ۱۱۱۶–۱۱۶۱ میلادی)، که بخشی از مطالعهٔ گستردهٔ نومیستیک مایلز (۱۹۳۸) است، و تعداد زیادی «دستگاه‌های انفجاری» در این سایت پیدا شد.

## کاوش‌ها در تپهٔ ارگ
کاوش‌ها در تپهٔ ارگ نشان می‌دهد که ارگ در دورهٔ اسلامی اولیه مسکونی بوده و از سازه‌های قبلی استفاده شده است. در سال‌های اولیهٔ سلطهٔ مسلمانان، ری به عنوان یک پایگاه نظامی برای فتح و کنترل استان‌های شرقی امپراتوری اسلامی بود. بر این اساس، این سایت سیاسی-نظامی عمده توسط یک فرماندار و گروهی از ارتش او اشغال شده بود. در همین دوران اشغال نظامی بود که ری به‌طور جزئی بازسازی شد. این بازسازی با استفاده از سنگ و ملات انجام شد و نه با آجر گل‌پزی که پیش از آن استفاده می‌شد؛ برخی از بقایا هنوز هم امروز قابل مشاهده هستند. این روش ساخت و ساز به پایه‌های مسجد احتمالی پیدا شده در شهرستان مربوط می‌شود. در کاوش‌های اخیر، لایه‌های اولیه شامل سرامیک‌های بدون لعاب فراوان و برخی از شکسته‌های سرامیک لعاب سبز تک‌رنگ بودند. لایه‌های بالاتر سرامیک‌های لعاب‌دار قرن ۸–۹ را به نمایش گذاشتند، هنوز هم شکسته‌های لعاب سبز تک‌رنگ در آن‌ها مشاهده می‌شد. همچنین تعداد زیادی سفال‌های رنگ‌آمیزی شده روی لایه‌ای از گل، تحت لعابی شفاف و متفاوت از سفال‌های رنگ‌آمیزی شدهٔ معمول و شناخته‌شده پیدا شد. در گمانهٔ ۴۰۰ مترمربعی خود در بخش شرقی ایوان جنوبی تپه، اشمیت سکه‌ای پیدا کرد که به نیمهٔ اول قرن ۱۱ تعلق داشت و به وضوح به لایه‌های بالاتر مربوط می‌شود. علاوه بر این، پس از یک وقفهٔ چهار قرنی، اشغال بسیار بعدی با برخی مواد تیموری در لایه‌ای که به سکه‌ای از شاهروخ تاریخ‌گذاری شده در ۱۴۳۲–۱۴۳۳ اشاره دارد، نشان داده شد.

## دیگر اکتشافات
«محلهٔ دولتی»، یا شهرستان (Šahrestān)، برای اولین بار در سال ۱۹۳۴ توسط اشمیت کاوش شد. او بر روی دو تپه متمرکز شد که سازه‌های معماری را پوشانده و بین دامنهٔ جنوبی ارگ و دیوارهٔ جنوبی شهرستان قرار داشتند. کاوش در تپهٔ شرقی سری از پی‌های سنگی مربعی‌شکل را نمایان ساخت که جهت‌گیری آن‌ها به سمت مکه نشان می‌دهد که احتمالاً برای پایه‌های یک مسجد بوده‌اند. گرچه اشمیت در این ساختمان محراب پیدا نکرد، و کیل بیان می‌کند که، همان‌طور که در سیراف نیز ممکن است، این بنا می‌توانست «انبار» باشد اما این مجموعه هرگز به‌طور کامل کاوش نشد. امروزه، محلی که احتمالاً محراب در آن قرار داشته است، توسط یک کارخانهٔ گلیسرین پوشیده شده است. با این حال، جهت‌گیری قبلهٔ اجزای باقی‌مانده از بنا و موقعیت آن در داخل شهرستان، عملکرد مهمی را پیشنهاد می‌دهد. این ساختمان، که احتمالاً یک مسجد بوده، به دورهٔ اولیهٔ عباسیان تاریخ‌گذاری شده است، به دلیل یافتن برخی سکه‌های عباسی اولیه در کف بنا، که برخی از آن‌ها به سال ۷۷۵ میلادی تعلق دارند. زیر کف، اشمیت برخی سکه‌های اموی نیز کشف کرد. تپهٔ غربی شهرستان، شمال کارخانهٔ گلیسرین، به عنوان یک مدرسه (مدرسهٔ سنتی) شناسایی شد به دلیل کشف ایوان‌هایی که از یک حیاط مرکزی باز می‌شدند و اتاق‌های کوچکی که در کنار آن‌ها قرار داشتند. این مدرسه به دورهٔ سلجوقی تاریخ‌گذاری شده است. مدرسهٔ دیگری که به دورهٔ سلجوقی تعلق دارد نیز بعدها توسط باستان‌شناسان ایران کشف شد. آخرین کاوش‌ها در شهرستان اطلاعات اضافی در مورد اشغال اسلامی ارائه داده است. در عمق تقریبی ۱.۵ متر از سطح، دو پی سنگی کشف شد. این دو پی از لایه‌های احتمالی ساسانی و اموی کاوش شده بودند، جایی که تکه‌های سفالی بدون لعاب و سبز تک‌رنگ جمع‌آوری شده است. این پی‌ها مانند کاوش اشمیت به سمت شمال‌شرقی/جنوب‌غربی جهت‌گیری داشتند. گروهی از تکه‌های سفال سفید کدر، که بافت آن‌ها تفاوت کمی با تولیدات سفید کدر مشخص بصره داشت، در پایه‌ی پی سنگی غربی پیدا شد. یکی از این تکه‌ها، که پایه‌ی یک کاسه است.